# Velma Dinkley
Velma Dinkley – postać z serii seriali i filmów Scooby Doo.
Jest najmłodszą, bo 15- lub 16-letnią, a zarazem najmądrzejszą i najsprytniejszą członkinią Tajemniczej Spółki. Velma ma bordowe włosy, nosi okulary, ubiera się w pomarańczowy sweter i podkolanówki, a także czerwoną, krótką spódniczkę oraz czerwone buty. Cierpi na klaunofobię od dnia piątych urodzin.
W jej rolę w filmach fabularnych wcieliła się Linda Cardellini i Hayley Kiyoko, a w serialach animowanych dubbingują ją:
- w Polsce – Teresa Hering (edycja Polskich Nagrań), Agata Gawrońska-Bauman
- w USA:
  - Nicole Jaffe (1969–1973, 2003)
  - Pat Stevens (1976–1979)
  - Marla Frumkin (1979–1980, 1984)
  - Christina Lange (seria Szczeniak zwany Scooby Doo, 1988–1991)
  - B.J. Ward (1998–2001)
  - Mindy Cohn (od 2002)

## Krewni
Najbliższa rodzina
- Dale Dinkley – ojciec
- Angie Dinkley – matka
- Madelyn – młodsza siostra, pojawia się w filmie Scooby Doo: Abrakadabra-Doo

Dalsi krewni
- Dave Walton – wujek
- wujek John, archeolog
- ciocia Telma, szefowa Instytutu Morskiego, pracująca z delfinami
- ciocia Meg i wujek Evan
- Marcy – kuzynka Velmy, córka Meg i Evana

## Sprawy uczuciowe
- Kudłaty – działa tu zasada „kto się czubi, ten się lubi”. W serialach z Hanna-Barbera można było zaobserwować, że oboje często sobie dogryzają (właściwie częściej ona jemu), ale zawsze mogą na siebie liczyć. On się nią opiekuje (zwłaszcza wtedy, gdy Velma gubi okulary), a ona w krytycznych momentach dodaje mu odwagi za pomocą Scooby-chrupek. Raz na jakiś czas tańczą razem na zabawie (Kudłaty nie jest najlepszym tancerzem). W filmie Scooby Doo: Strachy i patałachy Kudłaty wykazuje silne zainteresowanie Velmą, a w Scooby-Doo: Klątwa potwora z głębin jeziora zakochuje się w niej, czego ona nie dostrzega (z przyczyn obiektywnych). W nowym serialu, Scooby Doo i Brygada Detektywów, zostali parą, ale ich droga nie jest usłana różami. Kudłaty boi się zniszczenia przyjaźni ze Scoobym, a zakochana po uszy Velma nie rozumie rozterek swojego chłopaka, co powoduje narastanie napięcia między nimi...
- Patrick Wisely – kustosz Muzeum Kryminologii w Coolsville (film Scooby-Doo 2: Potwory na gigancie). Nieśmiały i z początku raczej podejrzany okularnik. Później ratuje Velmie życie i okazuje się niewinny.
- Ben Ravencroft – znany autor horrorów i kryminałów, pojawia się w filmie Scooby Doo i duch czarownicy. Velma jest zafascynowana zarówno jego książkami, jak i nim samym do czasu, gdy wychodzi na jaw, że potrzebował jej i jej przyjaciół do odnalezienia księgi czarów.
- Gibek Norton – znajomy Velmy z obozu naukowego, pojawia się w trzech odcinkach serialu Co nowego u Scooby’ego?. Ma obsesję na punkcie Velmy i stale usiłuje jej zaimponować, nie zauważając przy tym, że ona go nie znosi.